# Catagueos
Os catagueos são um dos subgrupos dos embaiás, atualmente considerado extinto, que habitava o estado brasileiro do Mato Grosso do Sul e o Paraguai.